# Circoscrizione Benevento-Avellino-Salerno
La circoscrizione Benevento-Avellino-Salerno (o circoscrizione XXIII) era una circoscrizione elettorale italiana per l'elezione della Camera dei deputati, dal 1948 al 1993.
Comprendeva le province di Benevento, Avellino e Salerno.
Era prevista dalla Tabella A di cui alla legge 20 gennaio 1948, n. 6, poi ripresa dal decreto del presidente della Repubblica 30 marzo 1957, n. 361.
Nel 1993 la circoscrizione fu soppressa contestualmente all'istituzione della circoscrizione Campania 2, comprendente anche la provincia di Caserta (già inclusa nella circoscrizione Napoli-Caserta).
Di seguito i risultati di lista e i deputati eletti, ordinati secondo il numero di preferenze ottenute.

## Elezioni politiche 1948
| Liste                                              | Voti    | %     | Seggi |
| -------------------------------------------------- | ------- | ----- | ----- |
| Democrazia Cristiana                               | 399.436 | 49,82 | 11    |
| Fronte Democratico Popolare                        | 128.401 | 16,02 | 3     |
| Blocco Nazionale                                   | 101.177 | 12,62 | 2     |
| Partito Nazionale Monarchico - Alleanza del Lavoro | 93.947  | 11,72 | 2     |
| Movimento Sociale Italiano                         | 21.607  | 2,70  | -     |
| Movimento Nazionalista per la Democrazia Sociale   | 19.327  | 2,41  | -     |
| Unità Socialista                                   | 18.979  | 2,37  | -     |
| Partito Repubblicano Italiano                      | 10.866  | 1,36  | -     |
| Partito Cristiano Sociale                          | 2.757   | 0,34  | -     |
| Blocco Popolare Unionista                          | 1.950   | 0,24  | -     |
| Unione Movimenti Federalisti                       | 1.860   | 0,23  | -     |
| Partito dei Contadini d'Italia                     | 1.147   | 0,14  | -     |
| Movimento Unità d'Italia                           | 242     | 0,03  | -     |
| Totale                                             | 801.696 |       | 18    |

| Democrazia Cristiana | Fronte Democratico Popolare                           | Blocco Nazionale                     | Partito Nazionale Monarchico       |
| --- | ----------------------------------------------------- | ------------------------------------ | ---------------------------------- |
| - Carmine De Martino - Salvatore Scoca - Fiorentino Sullo - Alfonso Tesauro - Giovanni Perlingieri - Matteo Rescigno - Alfredo Amatucci - Giovanni Parente - Raffaele Lettieri - Vittorio Bosco Lucarelli - Mario Vetrone | - Pietro Amendola - Luigi Cacciatore - Pietro Grifone | - Raffaele De Caro - Antonio Cifaldi | - Emilio D'Amore - Mario Ricciardi |

## Elezioni politiche 1953
| Liste                                           | Voti    | %     | Seggi |
| ----------------------------------------------- | ------- | ----- | ----- |
| Democrazia Cristiana                            | 310.181 | 37,46 | 8     |
| Partito Nazionale Monarchico                    | 183.917 | 22,21 | 5     |
| Partito Comunista Italiano                      | 145.847 | 17,61 | 4     |
| Partito Socialista Italiano                     | 50.616  | 6,11  | 1     |
| Movimento Sociale Italiano                      | 47.143  | 5,69  | 1     |
| Partito Liberale Italiano                       | 36.771  | 4,44  | 1     |
| Partito Socialista Democratico Italiano         | 29.143  | 3,52  | -     |
| Partito Repubblicano Italiano                   | 10.049  | 1,21  | -     |
| Unione Socialista Indipendente                  | 8.943   | 1,08  | -     |
| Alleanza Democratica Nazionale                  | 4.434   | 0,54  | -     |
| Unione Nazionale Democratica Impiegati Pubblici | 982     | 0,12  | -     |
| Totale                                          | 828.026 |       | 20    |

| Democrazia Cristiana | Partito Nazionale Monarchico                                                            | Partito Comunista Italiano                                                 |
| --- | --------------------------------------------------------------------------------------- | -------------------------------------------------------------------------- |
| - Carmine De Martino - Fiorentino Sullo - Salvatore Scoca - Mario Vetrone - Alfonso Tesauro - Maria Jervolino - Giambattista Bosco Lucarelli - Alfredo Amatucci | - Alfredo Covelli - Emilio D'Amore - Alberigo Lenza - Giuseppe De Falco - Angelo Rubino | - Pietro Grifone - Pietro Amendola - Guido Martuscelli - Vittorino Villani |
| Partito Socialista Italiano | Movimento Sociale Italiano                                                              | Partito Liberale Italiano                                                  |
| - Francesco Cacciatore | - Mario Jannelli                                                                        | - Raffaele De Caro                                                         |

## Elezioni politiche 1958
| Liste                                            | Voti    | %     | Seggi |
| ------------------------------------------------ | ------- | ----- | ----- |
| Democrazia Cristiana                             | 415.414 | 46,24 | 10    |
| Partito Comunista Italiano                       | 159.544 | 17,76 | 4     |
| Partito Socialista Italiano                      | 83.892  | 9,34  | 2     |
| Partito Nazionale Monarchico                     | 53.648  | 5,97  | 1     |
| Partito Liberale Italiano                        | 48.510  | 5,40  | 1     |
| Partito Monarchico Popolare                      | 47.025  | 5,23  | 1     |
| Movimento Sociale Italiano                       | 43.060  | 4,79  | 1     |
| Partito Socialista Democratico Italiano          | 34.758  | 3,87  | 1     |
| Partito Repubblicano Italiano - Partito Radicale | 8.706   | 0,97  | -     |
| Movimento Comunità                               | 3.770   | 0,42  | -     |
| Totale                                           | 898.327 |       | 21    |

| Democrazia Cristiana | Partito Comunista Italiano                                                   | Partito Socialista Italiano                  | Partito Nazionale Monarchico            |
| --- | ---------------------------------------------------------------------------- | -------------------------------------------- | --------------------------------------- |
| - Fiorentino Sullo - Carmine De Martino - Mario Vetrone - Alfredo Amatucci - Francesco Amodio - Alfonso Tesauro - Mario Valiante - Maria Jervolino - Vincenzo Scarlato - Bernardo D'Arezzo | - Pietro Grifone - Pietro Amendola - Feliciano Granati - Salvatore Mariconda | - Francesco Cacciatore - Costantino Preziosi | - Alfredo Covelli                       |
| Partito Liberale Italiano | Partito Monarchico Popolare                                                  | Movimento Sociale Italiano                   | Partito Socialista Democratico Italiano |
| - Raffaele De Caro | - Olindo Preziosi                                                            | - Antonio De Vito                            | - Luigi Angrisani                       |

## Elezioni politiche 1963
| Liste                                            | Voti    | %     | Seggi |
| ------------------------------------------------ | ------- | ----- | ----- |
| Democrazia Cristiana                             | 375.564 | 42,41 | 10    |
| Partito Comunista Italiano                       | 160.589 | 18,13 | 4     |
| Partito Socialista Italiano                      | 90.362  | 10,20 | 2     |
| Partito Socialista Democratico Italiano          | 67.444  | 7,62  | 2     |
| Movimento Sociale Italiano                       | 63.785  | 7,20  | 1     |
| Partito Liberale Italiano                        | 59.621  | 6,73  | 1     |
| Partito Democratico Italiano di Unità Monarchica | 51.403  | 5,80  | 1     |
| Partito Repubblicano Italiano                    | 13.074  | 1,48  | -     |
| Partito Autonomo Pensionati d'Italia             | 3.710   | 0,42  | -     |
| Totale                                           | 885.552 |       | 21    |

| Democrazia Cristiana | Partito Comunista Italiano                                                | Partito Socialista Italiano                      | Partito Socialista Democratico Italiano |
| --- | ------------------------------------------------------------------------- | ------------------------------------------------ | --------------------------------------- |
| - Fiorentino Sullo - Ciriaco De Mita - Vincenzo Scarlato - Alfonso Tesauro - Mario Vetrone - Bernardo D'Arezzo - Mario Valiante - Francesco Amodio - Alfredo Amatucci - Nicola Lettieri | - Mario Alicata - Pietro Amendola - Feliciano Granati - Vittorino Villani | - Francesco Cacciatore - Vittorio Martuscelli    | - Luigi Angrisani                       |
| Movimento Sociale Italiano | Partito Liberale Italiano                                                 | Partito Democratico Italiano di Unità Monarchica |                                         |
| - Antonio Guarra | - Salvatore Valitutti                                                     | - Alfredo Covelli                                |                                         |

## Elezioni politiche 1968
| Liste                                            | Voti    | %     | Seggi |
| ------------------------------------------------ | ------- | ----- | ----- |
| Democrazia Cristiana                             | 386.306 | 43,29 | 10    |
| Partito Comunista Italiano                       | 159.152 | 17,83 | 4     |
| Partito Socialista Unificato                     | 136.417 | 15,29 | 3     |
| Movimento Sociale Italiano                       | 61.444  | 6,89  | 1     |
| Partito Liberale Italiano                        | 44.965  | 5,04  | 1     |
| Partito Socialista Italiano di Unità Proletaria  | 38.277  | 4,29  | 1     |
| Partito Democratico Italiano di Unità Monarchica | 35.113  | 3,93  | 1     |
| Partito Repubblicano Italiano                    | 20.741  | 2,32  | -     |
| Partito Autonomo Pensionati d'Italia             | 6.077   | 0,68  | -     |
| Socialdemocrazia                                 | 3.930   | 0,44  | -     |
| Totale                                           | 892.422 |       | 21    |

| Democrazia Cristiana | Partito Comunista Italiano                                                    | Partito Socialista Unificato                               | Movimento Sociale Italiano |
| --- | ----------------------------------------------------------------------------- | ---------------------------------------------------------- | -------------------------- |
| - Fiorentino Sullo - Mario Vetrone - Vincenzo Scarlato - Bernardo D'Arezzo - Ciriaco De Mita - Mario Valiante - Nicola Lettieri - Francesco Amodio - Domenico Pica | - Giorgio Napolitano - Pietro Amendola - Gaetano Di Marino - Tommaso Biamonte | - Luigi Angrisani - Enrico Quaranta - Lucio Mariano Brandi | - Antonio Guarra           |
| Partito Liberale Italiano | Partito Socialista Italiano di Unità Proletaria                               | Partito Democratico italiano di Unità Monarchica           |                            |
| - Gennaro Papa | - Francesco Cacciatore                                                        | - Alfredo Covelli                                          |                            |

## Elezioni politiche 1972
| Liste                                           | Voti    | %     | Seggi |
| ----------------------------------------------- | ------- | ----- | ----- |
| Democrazia Cristiana                            | 425.374 | 46,44 | 11    |
| Partito Comunista Italiano                      | 157.698 | 17,22 | 4     |
| Movimento Sociale Italiano - Destra Nazionale   | 120.575 | 13,16 | 3     |
| Partito Socialista Italiano                     | 82.553  | 9,01  | 2     |
| Partito Socialista Democratico Italiano         | 43.012  | 4,70  | 1     |
| Partito Liberale Italiano                       | 29.554  | 3,23  | 1     |
| Partito Repubblicano Italiano                   | 25.028  | 2,73  | 1     |
| Partito Socialista Italiano di Unità Proletaria | 18.728  | 2,04  | -     |
| Il manifesto                                    | 7.038   | 0,77  | -     |
| Partito Autonomo Pensionati d'Italia            | 5.176   | 0,57  | -     |
| Movimento Politico dei Lavoratori               | 1.214   | 0,13  | -     |
| Totale                                          | 915.950 |       | 23    |

| Democrazia Cristiana | Partito Comunista Italiano                                                    | Movimento Sociale Italiano - Destra Nazionale       | Partito Socialista Italiano              |
| --- | ----------------------------------------------------------------------------- | --------------------------------------------------- | ---------------------------------------- |
| - Ciriaco De Mita - Fiorentino Sullo - Vincenzo Scarlato - Bernardo D'Arezzo - Gerardo Bianco - Mario Vetrone - Mario Valiante - Domenico Pica - Francesco Amodio - Nicola Lettieri - Giuseppe Gargani | - Giorgio Napolitano - Gaetano Di Marino - Tommaso Biamonte - Stefano Vetrano | - Alfredo Covelli - Antonio Guarra - Renato Palumbo | - Lucio Mariano Brandi - Enrico Quaranta |
| Partito Socialista Democratico Italiano | Partito Liberale Italiano                                                     | Partito Repubblicano Italiano                       |                                          |
| - Luigi Angrisani | - Gennaro Papa                                                                | - Ennio D'Aniello                                   |                                          |

## Elezioni politiche 1976
| Liste                                         | Voti      | %     | Seggi |
| --------------------------------------------- | --------- | ----- | ----- |
| Democrazia Cristiana                          | 467.888   | 45,96 | 9     |
| Partito Comunista Italiano                    | 257.129   | 25,26 | 5     |
| Movimento Sociale Italiano - Destra Nazionale | 99.741    | 9,80  | 2     |
| Partito Socialista Italiano                   | 90.058    | 8,85  | 1     |
| Partito Socialista Democratico Italiano       | 43.459    | 4,27  | 1     |
| Partito Repubblicano Italiano                 | 24.585    | 2,42  | -     |
| Partito Liberale Italiano                     | 17.054    | 1,68  | -     |
| Democrazia Proletaria                         | 13.096    | 1,29  | -     |
| Partito Radicale                              | 4.950     | 0,49  | -     |
| Totale                                        | 1.017.960 |       | 18    |

| Democrazia Cristiana | Partito Comunista Italiano                                                            | Movimento Sociale Italiano - Destra Nazionale | Partito Socialista Italiano | Partito Socialista Democratico Italiano |
| --- | ------------------------------------------------------------------------------------- | --------------------------------------------- | --------------------------- | --------------------------------------- |
| - Ciriaco De Mita - Vincenzo Scarlato - Giovanni Zarro - Gerardo Bianco - Giuseppe Gargani - Bernardo D'Arezzo - Clemente Mastella - Nicola Lettieri - Mario Valiante | - Abdon Alinovi - Giuseppe Amarante - Nicola Adamo - Tommaso Biamonte - Antonio Conte | - Alfredo Covelli - Antonio Guarra            | - Enrico Quaranta           | - Pietro Longo                          |

## Elezioni politiche 1979
| Liste                                         | Voti      | %     | Seggi |
| --------------------------------------------- | --------- | ----- | ----- |
| Democrazia Cristiana                          | 497.873   | 48,58 | 10    |
| Partito Comunista Italiano                    | 211.147   | 20,60 | 4     |
| Partito Socialista Italiano                   | 111.962   | 10,92 | 2     |
| Movimento Sociale Italiano - Destra Nazionale | 74.530    | 7,27  | 1     |
| Partito Socialista Democratico Italiano       | 45.009    | 4,39  | 1     |
| Partito Repubblicano Italiano                 | 19.327    | 1,89  | -     |
| Partito Radicale                              | 18.663    | 1,82  | -     |
| Partito di Unità Proletaria                   | 14.726    | 1,44  | -     |
| Partito Liberale Italiano                     | 12.955    | 1,26  | -     |
| Democrazia Nazionale                          | 10.584    | 1,03  | -     |
| Nuova Sinistra Unita                          | 6.351     | 0,62  | -     |
| Partito Popolare Italiano                     | 1.765     | 0,17  | -     |
| Totale                                        | 1.024.892 |       | 18    |

| Democrazia Cristiana | Partito Comunista Italiano                                               | Partito Socialista Italiano     | Movimento Sociale Italiano - Destra Nazionale | Partito Socialista Democratico Italiano |
| --- | ------------------------------------------------------------------------ | ------------------------------- | --------------------------------------------- | --------------------------------------- |
| - Ciriaco De Mita - Gerardo Bianco - Giuseppe Gargani - Giovanni Amabile - Clemente Mastella - Vincenzo Scarlato - Giovanni Zarro - Nicola Lettieri - Carlo Chirico - Michele Scozia | - Abdon Alinovi - Domenico Napoletano - Giuseppe Amarante - Nicola Adamo | - Carmelo Conte - Nicola Trotta | - Antonio Guarra                              | - Pietro Longo                          |

## Elezioni politiche 1983
| Liste                                         | Voti      | %     | Seggi |
| --------------------------------------------- | --------- | ----- | ----- |
| Democrazia Cristiana                          | 464.886   | 43,43 | 9     |
| Partito Comunista Italiano                    | 209.428   | 19,57 | 4     |
| Partito Socialista Italiano                   | 158.878   | 14,84 | 3     |
| Movimento Sociale Italiano - Destra Nazionale | 87.810    | 8,20  | 1     |
| Partito Socialista Democratico Italiano       | 62.936    | 5,88  | 1     |
| Partito Repubblicano Italiano                 | 30.049    | 2,81  | -     |
| Partito Liberale Italiano                     | 21.280    | 1,99  | -     |
| Democrazia Proletaria                         | 13.295    | 1,24  | -     |
| Partito Nazionale Pensionati                  | 11.265    | 1,05  | -     |
| Partito Radicale                              | 10.543    | 0,98  | -     |
| Totale                                        | 1.070.370 |       | 18    |

| Democrazia Cristiana | Partito Comunista Italiano                                           | Partito Socialista Italiano                              | Movimento Sociale Italiano - Destra Nazionale | Partito Socialista Democratico Italiano |
| --- | -------------------------------------------------------------------- | -------------------------------------------------------- | --------------------------------------------- | --------------------------------------- |
| - Ciriaco De Mita - Giuseppe Gargani - Clemente Mastella - Gerardo Bianco - Paolo Del Mese - Giovanni Zarro - Fiorentino Sullo - Guglielmo Scarlato - Giovanni Cobellis | - Abdon Alinovi - Francesco Auleta - Antonio Conte - Flora Calvanese | - Carmelo Conte - Francesco Tempestini - Francesco Curci | - Antonio Guarra                              | - Paolo Correale                        |

## Elezioni politiche 1987
| Liste                                         | Voti      | %     | Seggi |
| --------------------------------------------- | --------- | ----- | ----- |
| Democrazia Cristiana                          | 516.295   | 45,93 | 9     |
| Partito Comunista Italiano                    | 203.193   | 18,07 | 4     |
| Partito Socialista Italiano                   | 181.979   | 16,19 | 3     |
| Movimento Sociale Italiano - Destra Nazionale | 71.404    | 6,35  | 1     |
| Partito Socialista Democratico Italiano       | 41.715    | 3,71  | 1     |
| Partito Repubblicano Italiano                 | 35.419    | 3,15  | 1     |
| Partito Liberale Italiano                     | 23.267    | 2,07  | -     |
| Partito Radicale                              | 13.874    | 1,23  | -     |
| Lista Verde                                   | 13.692    | 1,22  | -     |
| Democrazia Proletaria                         | 13.338    | 1,19  | -     |
| Liga Veneta - Pensionati Uniti                | 4.092     | 0,36  | -     |
| Caccia Pesca Ambiente                         | 4.019     | 0,36  | -     |
| Alleanza Umanista                             | 692       | 0,06  | -     |
| Alleanza Popolare                             | 638       | 0,06  | -     |
| Partito Sardo d'Azione                        | 565       | 0,05  | -     |
| Totale                                        | 1.124.182 |       | 19    |

| Democrazia Cristiana | Partito Comunista Italiano                                                | Partito Socialista Italiano                              |
| --- | ------------------------------------------------------------------------- | -------------------------------------------------------- |
| - Ciriaco De Mita - Giuseppe Gargani - Clemente Mastella - Paolo Del Mese - Gerardo Bianco - Guglielmo Scarlato - Giovanni Zarro - Renzo Lusetti - Giovanni Cobellis | - Abdon Alinovi - Flora Calvanese - Francesco Auleta - Michele D'Ambrosio | - Carmelo Conte - Francesco Tempestini - Francesco Curci |
| Movimento Sociale Italiano - Destra Nazionale | Partito Socialista Democratico Italiano                                   | Partito Repubblicano Italiano                            |
| - Antonio Guarra | - Ferdinando Facchiano                                                    | - Susanna Agnelli                                        |

## Elezioni politiche 1992
| Liste                                         | Voti      | %     | Seggi |
| --------------------------------------------- | --------- | ----- | ----- |
| Democrazia Cristiana                          | 505.182   | 43,40 | 9     |
| Partito Socialista Italiano                   | 279.685   | 24,03 | 5     |
| Partito Democratico della Sinistra            | 117.948   | 10,13 | 2     |
| Movimento Sociale Italiano - Destra Nazionale | 61.455    | 5,28  | 1     |
| Partito Socialista Democratico Italiano       | 51.627    | 4,44  | 1     |
| Partito Repubblicano Italiano                 | 48.820    | 4,19  | 1     |
| Partito della Rifondazione Comunista          | 34.467    | 2,96  | -     |
| Partito Liberale Italiano                     | 26.317    | 2,26  | -     |
| Federazione dei Verdi                         | 22.917    | 1,97  | -     |
| Sì Referendum                                 | 5.304     | 0,46  | -     |
| Lista Marco Pannella                          | 4.994     | 0,43  | -     |
| Federalismo                                   | 2.843     | 0,24  | -     |
| Lega Nord                                     | 2.367     | 0,20  | -     |
| Totale                                        | 1.163.926 |       | 19    |

| Democrazia Cristiana | Partito Socialista Italiano                                                                              | Partito Democratico della Sinistra           |
| --- | --- | -------------------------------------------- |
| - Ciriaco De Mita - Clemente Mastella - Paolo Del Mese - Giuseppe Gargani - Gerardo Bianco - Giovanni Zarro - Guglielmo Scarlato - Renzo Lusetti - Ivo Russo | - Carmelo Conte - Francesco Tempestini - Umberto Del Basso De Caro - Francesco Curci - Antonio La Gloria | - Andrea Carmine De Simone - Carmine Nardone |
| Movimento Sociale Italiano - Destra Nazionale | Partito Socialista Democratico Italiano                                                                  | Partito Repubblicano Italiano                |
| - Gaetano Colucci | - Ferdinando Facchiano                                                                                   | - Italico Santoro                            |